# Ротенбух (Доња Франконија)
Ротенбух (њем. Rothenbuch) град је у њемачкој савезној држави Баварска. Једно је од 32 општинска средишта округа Ашафенбург. Према процјени из 2010. у граду је живјело 1.917 становника. Посједује регионалну шифру (AGS) 9671148.

## Географски и демографски подаци
Ротенбух се налази у савезној држави Баварска у округу Ашафенбург. Град се налази на надморској висини од 365 метара. Површина општине износи 7,0 km². У самом граду је, према процјени из 2010. године, живјело 1.917 становника. Просјечна густина становништва износи 272 становника/km².